# Coalau I
Coalau I ist eine osttimoresische Aldeia. Sie liegt im Süden des Sucos Dare (Verwaltungsamt Vera Cruz, Gemeinde Dili). Westlich von Coalau I liegt die Aldeia Leilaus, nördlich der überregionale Straße die Aldeia Coalau II und nordöstlich die Aldeia Fila Beba Tua. Im Süden und Osten grenzt Coalau I an die Gemeinde Aileu. An der Straße an der Nordgrenze liegt beidseitig der Ort Bematua, wo sich der Sitz des Sucos Dare befindet.
In Coalau I leben 510 Menschen (2015).